# ناجي شامل
ناجي محمد شامل (26 يونيو 1955 - ) في طرابلس بلبنان ممثل وممثل صوت لبناني.

## فيلموغرافيا

### أفلام
- 2007: أرض الطف

### مسرحيات
- 2013: ويلن لأمة[3] - شاكر

### أدوار الدبلجة
- باتمان - جيمس غوردون (الدبلجة اللبنانية)
- جامعة المرعبين - دون كارلتون
- ساموراي جاك (النسخة العربية الفصحى)
- سيارات - فيلمور (النسخة العربية الفصحى)
- سيارات 2 - فيلمور (النسخة العربية الفصحى)
- طائرات: حرائق وإنقاذ - مايداي
- الطباخ الصغير - ديانغو (النسخة العربية الفصحى)
- عرض لوني تونز - سام، والتر
- الفتاكون 60
- فوق (فيلم 2009) - شارلز مونتز (النسخة العربية الفصحى)
- كوكب الكنز (النسخة العربية الفصحى)
- كونغ فو شاولين - المعلم فونغ
- المختار الثقفي
- من ألف ليلة وليلة - ماجد (الصوت الأول)
- يوسف الصديق
- أبطال النينجا - (شريدر و اوروكو ساكي) (النسخة العربية الفصحى)
- منزل فوستر للأصدقاء الخياليين - السيد هيرمان

## وصلات خارجية
- ناجي شامل على موقع IMDb (الإنجليزية)
- ناجي شامل على موقع قاعدة بيانات الأفلام العربية